# セントケア・ホールディング
セントケア・ホールディング株式会社（英: SAINT-CARE HOLDING CORPORATION）は、東京都中央区に本社を置く介護会社。
措置制度時代から既に介護事業に進出していた。

## 概要
1983年、東京都台東区に、東京理科大学工学部OBの村上美晴らにより、日本福祉サービス株式会社が設立される。以降、訪問入浴を手始めに事業拡大、他社の吸収合併を経て業界大手に成長。
2005年、ジャパンケアサービスとの経営統合を予定していたが白紙となった。
2007年、株式会社コムスンの14県の在宅系サービス事業を承継。
業績悪化により社長が一時期交代したが、再び創業者が返り咲いており、大株主でもある創業者のワンマン体質の強い会社である。2012年4月1日、社長の交代が行われ、森猛が社長に就任し、村上前社長は代表権のある会長に退いた。

## 沿革
- 1983年（昭和58年）3月24日 - 日本福祉サービス株式会社として設立（本社：東京都台東区）。
- 2002年（平成14年）5月 - セントケア株式会社に社名変更。
- 2003年（平成15年）10月24日 - 日本証券業協会に株式を店頭登録（現・ジャスダック）。
- 2007年（平成19年）4月 - 持株会社化。社名をセントケア・ホールディング株式会社に変更。
- 2012年（平成24年）5月 - 埼玉の介護事業会社、株式会社福祉の街を連結子会社化[5]。
- 2014年（平成26年）
  - セントワークス株式会社が東京ワークライフバランス認定企業となる[6]。
  - カーナビ大手のクラリオン（現・フォルシアクラリオン・エレクトロニクス）との共同出資会社ケアボットを設立[7]。
- 2015年（平成27年）
  - 介護先進国オランダの在宅介護大手、ビュートゾルフが、セントケア・ホールディング会長の村上美晴が設立した財団、オレンジクロス（東京・中央区）と組み、介護や医療、リハビリなどを一括で提供できる「地域包括ケアステーション」を複数設置する[8]。
  - 在宅介護サービスの虹の街を吸収合併。
  - 介護保険の枠組みを越えたプライベートケアサービスを始める。
  - 広い裁量権を持った看護師チームで運営する「ちいき・ケア株式会社」を設立する。
- 2016年（平成28年）
  - 5月 - 東京証券取引所第二部に市場変更。
  - 12月 - 東京証券取引所第一部に指定替え。

## 歴代社長
- 1.村上美晴
- 2.吉田英二
- 3.村上美晴 (再任)
- 4.森猛
- 5.藤間和敏

## 関連会社
- セントケア北海道株式会社
- セントケア東北株式会社
- セントケア千葉株式会社
- セントケア東京株式会社
- セントケア神奈川株式会社
- セントケア中部株式会社
- セントケア西日本株式会社

### コムスン事業承継会社
- セントケア宮城株式会社
- セントケア茨城株式会社
- セントケア山梨株式会社
- セントケア静岡株式会社
- セントケア三重株式会社
- セントケア和歌山株式会社
- セントケア四国株式会社
- セントケア九州株式会社

### その他
- セントワークス株式会社
- メディスンショップ・ジャパン株式会社
- ピアサポート株式会社
- ケアプランサービス株式会社
- 株式会社アイエヌジー
- セント・プラス少額短期保険株式会社
- 株式会社福祉の街
- 株式会社アールスタッフ
- ケアボット
- ちいき・ケア株式会社